# 36, quai des Orfèvres

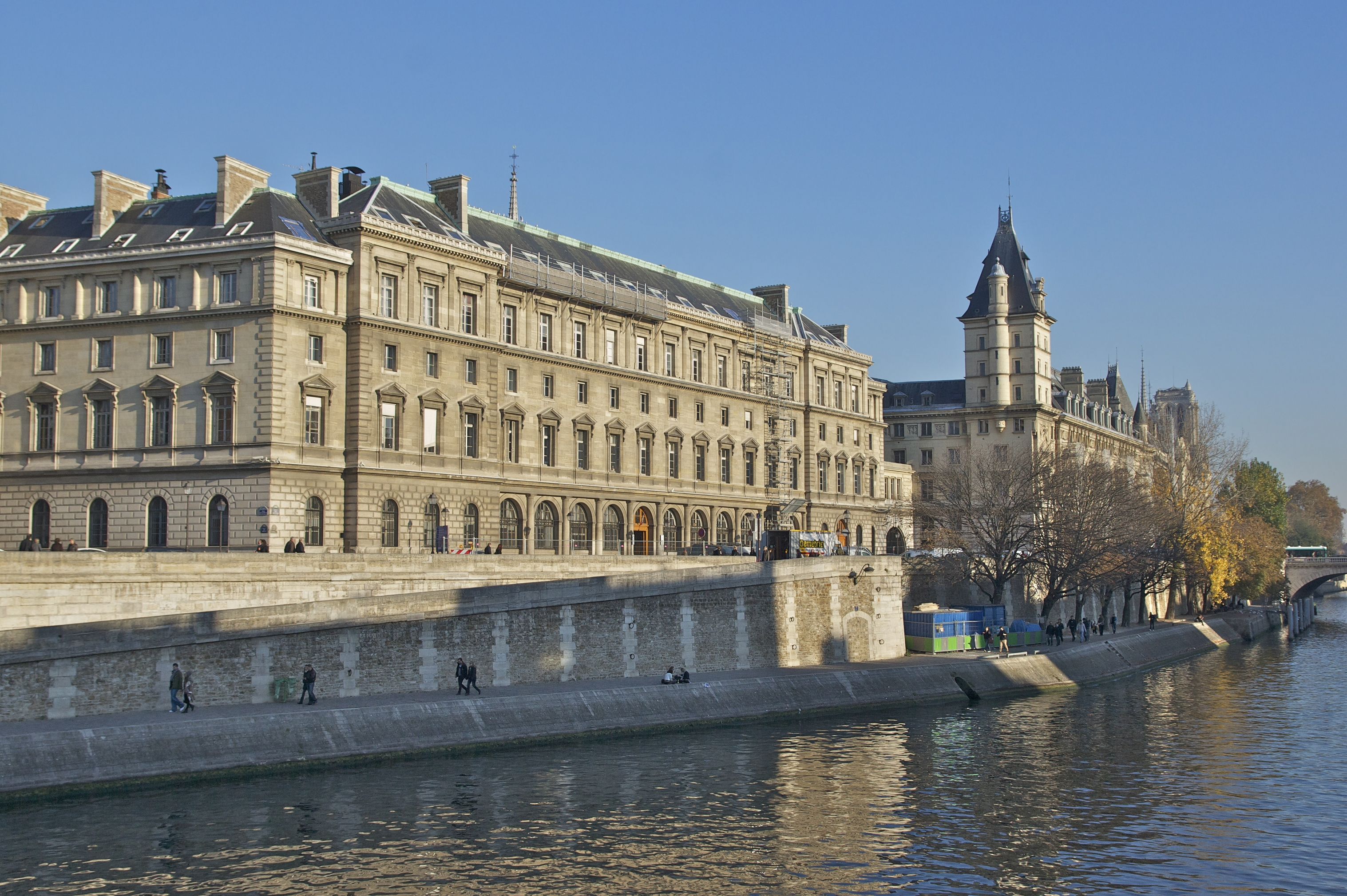
Zlatnické nábřeží č. 36

36, quai des Orfèvres (česky Zlatnické nábřeží 36) je adresa budovy, ve které sídlí Ředitelství kriminální policie v Paříži, které je součástí Policejní prefektury. Nachází se na nábřeží Quai des Orfèvres ostrova Cité v 1. obvodu. Budova je součástí komplexu Justičního paláce.

## Historie
Budova byla postavena v letech 1875-1880 podle plánů architekta Émila Jacquese Gilberta a jeho zetě Arthura Stanislase Dieta jako náhrada za bývalý palác prezidenta Pařížského parlamentu (později Odvolacího soudu v Paříži), který byl zničen požárem založeným za Pařížské komuny dne 24. května 1871.

## Využití
Sídlí zde tři policejní brigády: kriminální brigáda, protidrogová brigáda a pátrací a vyšetřovací brigáda.
Policejní ředitelství se za několik let spolu s hlavním soudním tribunálem přesunou na okraj města do čtvrti Batignolles do nového justičního paláce umístěného v mrakodrapu Tour du Palais de Justice, jehož výstavba by měla být dokončena v roce 2015.

## Budova v umění
Nejvíce proslavil budovu a policejní komisařství spisovatel Georges Simenon se svou románovou postavou komisař Maigret.
V roce 1946 byla založena francouzská literární cena Prix du Quai des Orfèvres, kterou uděluje porota složená z policistů a soudců za předsednictví policejního prefekta, kteří posuzují rukopisy detektivních románů.
V kinematografii se ředitelství objevuje v několika filmech:
- 1947: Nábřeží Zlatníků (Quai des Orfèvres)
- 2004: Válka policajtů (36, quai des Orfèvres)
- 2009: Okrsek 13: Ultimátum (Banlieue 13 - Ultimatum)

Odehrává se zde rovněž děj několika televizních seriálů jako např. Komisař Moulin, Engrenages nebo Alice Neversová (Alice Nevers: le juge est une femme).